# روبرت هاند
روبرت هاند (بالإنجليزية: Robert Hand)‏ هو منجم أمريكي، ولد في 5 ديسمبر 1942 في بلينفيلد في الولايات المتحدة.